# José Pellicer Gandía
José Pellicer Gandía (Valencia, 27 de abril de 1912 - 8 de junio de 1942) fue un anarquista y revolucionario español, conocido sobre todo por ser el fundador de la Columna de Hierro durante la guerra civil española. A su término fue fusilado por el régimen franquista. A menudo se le apoda el «Durruti valenciano».

## Biografía
Nacido en 1912 en el barrio portuario del Grao de Valencia, en una familia acomodada, desde muy joven José Pellicer da muestras de un acentuado sentido de la justicia que le lleva a renunciar a un porvenir burgués y a afiliarse, con apenas 18 años, a la CNT y a la FAI.
Naturista y vegetariano, impenitente lector y poseedor de una vasta cultura, partidario de la insurrección proletaria y del asociacionismo obrero, defiende de obra y de palabra una concepción revolucionaria de la lucha de clases de signo anarquista, cuya meta es el comunismo libertario. 
Tras una primera experiencia como secretario del Ateneo de Divulgación Anarquista y del Comité Regional de la FAI, dos huelgas insurreccionales, varias estancias en la cárcel y un temprano exilio, vuelve a la acción directa en el Sindicato de la Construcción, del que fue delegado en el Congreso de Zaragoza. Tras el levantamiento militar del 18 de julio, el grupo «Nosotros», formado por Segarra, Cortés, Rodilla, Berga y él mismo, se convertiría en el impulsor principal de la «Columna de Hierro», junto a personas como Rafael Martí ("Pancho Villa"), Francisco Mares, Diego Navarro o su hermano Pedro Pellicer.
La militarización de la Columna de Hierro —y su conversión en la 83.ª Brigada Mixta—, la traición o abandono de los postulados libertarios de la mayoría de los responsables de la CNT y la FAI en aras de las circunstancias y del posibilismo, llevó a Pellicer a un enfrentamiento encarnizado con la dirección de ambas organizaciones. Desde la revista y editorial Nosotros intentó reforzar a contracorriente el pensamiento anarquista, proyecto truncado por su detención y posterior ingreso en las prisiones secretas del SIM.
Ante la inminente derrota de la República, se negó a abandonar España y fue capturado, juzgado y condenado a muerte, siendo finalmente ejecutado junto a su hermano Pedro el 8 de junio de 1942.
José Pellicer representa el espíritu de un anarquismo intransigente con los principios y de una profunda ética revolucionaria, contraria a la violencia vengativa y gratuita.
Pellicer se casó con Maruja Veloso, que en los años 30 del siglo XX fue una de las pocas mujeres matriculadas en Medicina en España, y era padre de la actriz, escritora y periodista Coral Pellicer. Durante su estancia en la cárcel Modelo de Valencia, Pellicer le escribió a su hija el cuento titulado Tilín que relató a su hija antes de morir, aunque esta no encontró el manuscrito hasta dos décadas después de su fallecimiento.

## Columna de Hierro
La Columna de Hierro colaboró con los campesinos de las poblaciones en los que se desplegó, mostrándoles la manera de ser libres. Las primeras experiencias de comunismo libertario tuvieron lugar al calor del combate de los milicianos (frente de Teruel). Más que ninguna otra, ni siquiera la Columna Durruti, la Columna de Hierro actuó a la vez como milicia de guerra y como organización revolucionaria: levantó actas de sus asambleas, publicó un diario (Línea de Fuego), publicó manifiestos y lanzó comunicados, para explicar sus acciones en la retaguardia y justificar sus movimientos y sus decisiones ante los trabajadores y los campesinos. 
La Columna de Hierro se convirtió en el referente de aquellas personas que creían que la Revolución se había de llevar hasta sus últimas consecuencias tanto en el frente como en la retaguardia. José Pellicer fue el mayor oponente a la militarización de las columnas y a la burocratización de las organizaciones libertarias.